# 陳敬曾
陳敬曾（？—？），清朝政治人物。浙江仁和縣（今杭州市）人。
陳敬曾為監生出身。道光十九年（1839年）十一月，署任湖南永順府龍山縣知縣。